# 3404 Hinderer
3404 Hinderer este un asteroid din centura principală, descoperit pe 4 februarie 1934 de Karl Reinmuth.